# متلازمة كارتاجنر
متلازمة كارتاجنر (بالإنجليزية: Kartagener syndrome)‏ أو خلل الحركة الهدبي الأولي (بالإنجليزية: Primary ciliary dyskinesia)‏ ويُدعى اختصاراً PCD، هو مرض وراثي نادر هدبي صبغي جسمي متنحي.
يتسبب هذا المرض بخلل في فعالية الأهداب المبطنة للسبيل التنفسي (السبيلين التنفسيين السفلي والعلوي والجيوب الأنفية وقناة أوستاكي والأذن الوسطى) وقناة فالوب بالإضافة لسوط الحيوان المنوي.
عندما يكون خلل الحركة الهدبي الأولي ترافقه أعراض التهاب الجيوب المزمن وأحشاء مقلوبة الموضع وتوسع القصبات فإنه يدعى بمتلازمة كارتاجنر.

## الأعراض والعلامات
بسبب خلل حركة الأهداب فإن الرئة ستشكو من نقصان أو فقدان في قدرتها على التخلص من المادة المخاطية مما يجعل المريض معرضا للإصابة بأمراض مثل التهاب الجيوب والتهاب القصبات الحاد وذات الرئة والتهاب الأذن الوسطى.
أما خلل حركة لسوط الحيوان المنوي فيمكن أن تؤدي إلى العقم، لكن يبقى من الممكن استخدام تقنية طفل الأنابيب.
كما بينت الدراسات أن النساء اللتواتي يعانين من المرض فهن يعانين أيضا من نقص في الخصوبة بسبب خلل الهدب في قناة فالوب.

## أنواعه بحسب المورثة
خلل الحركة الهدبي الأولي مرض وراثي تغايري يؤثر على قابلية حركة الأهداب وهي مكونة من حوالي 250 بروتين.
| النوع  | الوراثة المندلية البشرية عبر الإنترنت | الجين   | الموقع       |
| ------ | ------------------------------------- | ------- | ------------ |
| CILD1  | 244400                                | DNAI1   | 9p21-p13     |
| CILD2  | 606763                                | ?       | 19q13.3-qter |
| CILD3  | 608644                                | DNAH5   | 5p           |
| CILD4  | 608646                                | ?       | 15q13        |
| CILD5  | 608647                                | ?       | 16p12        |
| CILD6  | 610852                                | NME8    | 7p14-p13     |
| CILD7  | 611884                                | DNAH11  | 7p21         |
| CILD8  | 612274                                | ?       | 15q24-q25    |
| CILD9  | 612444                                | DNAI2   | 17q25        |
| CILD10 | 612518                                | DNAAF2  | 14q21.3      |
| CILD11 | 612649                                | RSPH4A  | 6q22         |
| CILD12 | 612650                                | RSPH9   | 6p21         |
| CILD13 | 613190                                | LRRC50  | 16q24.1      |
| CILD14 |                                       | CCDC39  | 3q26.33      |
| CILD15 |                                       | CCDC40  | 17q25.3      |
| CILD16 |                                       | DNAL1   | 14q24.3      |
| CILD17 |                                       | CCDC103 | 17q21        |
| CILD18 |                                       | HEATR2  | 7p22         |
| CILD19 |                                       | LRRC6   | 8q24         |
| CILD20 |                                       | CCDC114 | 19q13        |

## التاريخ

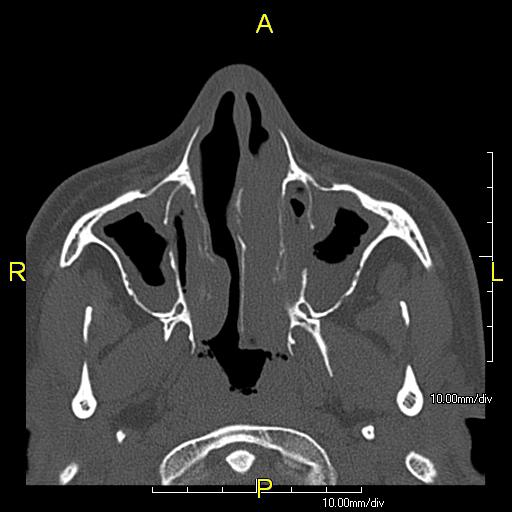
أشعة مقطعية تظهر التهاب الجيوب المزمن عند شخص مصاب بمتلازمة كارتاجنر.

متلازمة كارتاجنر (بالإنجليزية: Kartagener syndrome)‏ هي أحد أنواع خلل الحركة الهدبي الأولي.
عندما يكون خلل الحركة الهدبي الأولي ترافقه أعراض التهاب الجيوب المزمن وأحشاء مقلوبة الموضع وتوسع القصبات فإنه يدعى بمتلازمة كارتاجنر.
يحمل المرض اسم الطبيب السويسري مانس كارتاجنر.
أول من وصف المرض كان الطبيب الأوكراني زيفرت عام 1904، أما الطبيب السويسري مانس كارتاجنر فهو أول من نشر حوله بحثا عام 1933.